# Cormoran de Pallas
Urile perspicillatus
Espèce
Synonymes
- Phalacrocorax perspicillatus

Statut de conservation UICN

 EX  : Éteint
Le Cormoran de Pallas (Urile perspicillatus, anciennement, Phalacrocorax perspicillatus) est une espèce éteinte d'oiseaux de la famille des Phalacrocoracidae. Il s'agit de la seule espèce éteinte de cormoran. Son nom commémore le naturaliste allemand Peter Simon Pallas (1741-1811) qui en fit la première description.

## Description et comportement
L'espèce a été identifiée pour la première fois par Georg Wilhelm Steller en 1741 lors de la deuxième expédition désastreuse de Vitus Béring au Kamtchatka. Il a décrit l'oiseau comme grand, maladroit et presque incapable de voler – bien qu'il fût probablement réticent à voler plutôt que physiquement incapable – et a écrit qu'« il pesait 12-14 livres, de sorte qu'un seul oiseau était suffisant pour trois hommes affamés ». Le cormoran de Pallas était ainsi la plus grande espèce de cormorans qui ait jamais existé. Le cormoran de Pallas se nourrissait essentiellement de poissons. Son plumage était en grande partie noir.

## Répartition et habitat
Au moment de sa découverte par Steller, le cormoran de Pallas était établi sur l'île Béring, et peut-être également dans les autres îles Komandorski et sur les côtes proches du Kamtchatka. Il y a 120 000 ans, son aire de répartition allait toutefois encore jusqu'au Japon.

## Extinction
Ce cormoran est encore commun en 1741, lors du voyage de l'explorateur allemand Georg Wilhelm Steller (1709-1746). Mais, facile à attraper, il est abondamment chassé pour sa viande et pour ses plumes par les baleiniers russes qui affluent dans la région après l'expédition de Béring et par les Aléoutes qui s'installent dans l'île en 1826. Bien que les cormorans aient normalement mauvais goût, Steller dit que cet oiseau avait un goût délicieux, surtout lorsqu'il était cuit à la manière des indigènes du Kamtchatka, qui l'enveloppaient dans de l'argile et l'enterraient et le faisaient cuire dans un puits chauffé. Les derniers exemplaires capturés le furent en 1840-1850. En 1882, Leonhard Hess Stejneger (1851-1943) indique que les habitants n'ont plus vu cet oiseau depuis au moins trente ans. L'oiseau a ainsi disparu environ un siècle après sa découverte.
Seuls deux squelettes, les notes de Steller et sept échantillons sont parvenus jusqu'à nous. L'un est situé à Leyde (Pays-Bas), deux à Tring (Angleterre), un à Dresde (Allemagne), un à Helsinki (Finlande) et deux à Saint-Pétersbourg (Russie).